# Districte de Bardhaman
El districte de Bardhaman (bengalí বর্ধমান জেলা bôrdhoman) també conegut com a districte de Burdwan i districte de Bardwan) és una divisió administrativa de l'estat de Bengala Occidental a l'Índia amb capital a Bardhaman. El territori era anomenat Sharifabad a l'edat mitjana. El nom deriva del 24è monjo jainista Tirthankar Mahavir Bardhaman.

## Geografia

Mapa

Té una superfície de 7024 km² i població de 6.895.514 habitants (2001). El riu principal és el Bhagirathi afluent del Ganges.

### Subdivisions
Està format per sis subdivisions:
- Asansol
- Durgapur
- Kalna
- Katwa
- Bardhaman Sadar North
- Bardhaman Sadar South

El formen 32 thanes (estacions de policia), 31 blocks de desenvolupament, 2 corporacions municipals, 9 municipalitats, 277 gram panchayats i 2438 pobles.

## Història
Burdwan ha estat identificada amb la Parthalis o Portalis dels geògrafs grecs, ciutat reial dels Gangàrides. Al segle VII sota els gupta, el districte formava un regne anomenat Kama Suvarma i va passar després a la dinastia Sena. Més tard fou seu de la dinastia Sadgop amb capoital a Amarargarh, les restes de la qual es conserven.
No apareix esmentada abans dels musulmans i amb aquestos fins al 1574, quan Daud Khan fou derrotat i mort a Rajmahal, i la seva família capturada a aquest lloc per les forces d'Akbar el Gran. Deu anys després hi va haver lluites a la zona entre Kuttu Khan, el fill de Daud, i les tropes imperials.
El 1624, el príncep Kharram, després Shah Jahan, va conquerir el fort de Bardwan; per aquesta època es va establir a la ciutat una família rajput kahattriya (clan kapur) que després fou la família de Bardwan, procedent de Panjab, i van esdevenir banquers adquirint una posició dominant. Abu Rai (fill de Banku Bihari i net de Sangram Ray Kapur) fou nomenat chaudhari el 1657 i després esdevingué fawjdar o comandant militar i va servir amb lleialtat i eficàcia als mogols; el seu fill Babu Ray va augmentar el prestigi de la nissaga adquirint grans territoris entre els quals la ciutat de Bardwan i tres altres grans hisendes a Ram Ray un zamindari important de la zona.
El va succeir el seu fill Ghanashyam Ray i a aquest el fill Krishnaram Ray, que fou reconegut zamindari per Aurangzeb el 1689. Krishnaram Ray va ordenar no imposar noves taxes i encoratjar el cultiu; el temps era agitat i la família va tenir problemes per conservar els seus dominis; des del govern a Bengala d'Ibrahim Khan (iniciat el 1689) les coses havien començat a empitjorar i el 1695 o 1696 Shova Singh o Sobah Singh, talukdar revoltat (senyor de Chitua o Chetua i de Barda al modern districte d'East Midnapore, es va apoderar del zamindari de Krishnaram Ray per la força, aliat a Rahim Khan, un guerrer afganès mercenari a Orissa. Krishnaram Ray fou mort el 1696 i la major part dels seus familiars foren fets presoners per Shova Singh; moltes dones de la família es van suïcidar amb verí; es diu que la filla de Krishnaram, de nom Satyabati, va matar a Shova Singh amb un punyal quan aquest la volia violar, i després es va suïcidar. El fill de Krishnaram, Jagatram Ray, va aconseguir escapar a Dhaka per demanar ajut al governador Ibrahim Khan i amb l'ajut d'un exèrcit mogol (amb guarnició a Hoogly) i dels holandesos de Chinsura, Jagatram Ray va recuperar el domini ancestral a Bardwan. després d'això Aurangzeb va destituir a Ibrahim Khan i va nomenar al seu propi net Azim-ush-shan com a governador.
Jagatram Ray fou assassinat el 1702. Va deixar dos fills, Kirti Chandra Ray i Mitrasen Ray; el primer el va succeir i el segon va rebre una pensió. El nou zamindar va lluitar contra els rages de Chandrakona, Barda, Balghard i Bishnupur (va annexionar els dominis dels tres primers però es va reconciliar amb el darrer) i va afegir als seus dominis les parganes de Chitua, Bhursut, Barda i Manoharshahi, adquisicions que li foren confirmades per un firman imperial de 1736, de l'emperador Muhammed Shah, amb el títol de zamindar de Chandrakona; va ajudar l'emperador contra els marathes. Va morir el 1740 i el va succeir Chitrasen Ray, que va rebre el títol de raja de l'emperador el mateix 1740. Chitrasen Ray va morir jove el 1744 i el va succeir el seu cosí Tilak Chandra Ray, també amb títol de raja; en aquest temps es van incorporar noves terres. Els mahrathes va assolar el país i el raja va demanar ajuts als britànics, però després de tres mesos es van retirar.
Sota el govern de Tilakchand Ray els britànics van adquirir Bengala després de la batalla de Plassey (1757) i en endavant va haver de pagar tribut a la Companyia Britànica de les Índies Orientals. Tot el districte fou cedit a la Companya pel nawab Mir Kasim (1760), cessió confirmada per l'emperador mogol Shah Alam II pel tractat d'Allahabad del 1765.
El districte estava format pel territori propi i els futurs districtes de Bankura, Hoogly i part de Birbhum i incloïa també el zamindari de Burdwan i el de Bishnupur (que el 1805 fou transferit als Mahals de la Jungla, i el 1819 se li va separar el districte d'Hoogly).
El tribut exigit per la companyia al maharajà de Burdwan fou arbitrari i poc raonable, de manera que no podia ser pagat regularment; quan es van acumular retards, la companyia el va voler privar del feu. Tilakchand, aliat al zamindar de Birbhum, va fer front als britànics en una batalla al riu Banka, prop de Sangotgola, i fou derrotat (29 de desembre de 1760). El territori del districte de Burdwan fou cedit (com hem vist per Mir Kasim el 1760) junt als de Bankura i Hoogly i una tercera part del de Birbhum; després Bankura i Hoogly foren fets districtes separats i altres territoris van ser transferits a o des de districtes veïns (fins a la delimitació final el 1885).
La gran pesta del 1770 va afectar sèriament al territori, i el raja va morir amb 37 anys i els seus hereus van haver de fondre joies i demanar un préstec per pagar les cerimònies funeràries. El raja va deixar un fill menor d'edat, Tejchand; la vídua Rani Vishnukumari va actuar com a regent entre 1776 i 1779; en aquest any va entregar el poder al jove príncep Tejchand de 14 anys. Segons la llei d'Establiment Permanent de Bengala de 1793, Raja Tejchand seria tributari amb un tribut anual de 4.015.109 rúpies a més de la construcció de ponts per 193.721 rúpies, termes que l'estat no podia complir i aviat es va endarrerir. El 1797 es va ordenar la venda de territoris per pagar els deutes pendents, terres que van passar al districte de Bardwan del que el zamindari era part. D'altra banda els sobirans havien de demanar més i més als pagesos, el que arruïnava al país.
La divisió de Burdwan es va formar el 1854, i la capital va passar de Burdwan a Howrah, després Hoogly, i després Chinsura on es va establir el 1896. La divisió la formaven (1901) sis districtes:
- Districte de Burdwan
- Districte de Birbhum
- Districte de Bankura
- Districte de Midnapore
- Districte d'Hooghly
- Districte d'Howrah

La població era de 7.604.661 el 1872, 7.393.954 el 1881, i 7.689.189 el 1891. Tenia 27 ciutats i 24.869 pobles; la principal ciutat era Howrah, el suburbi de Calcuta, amb 157.594 habitants, seguida de Serampore (44.451) i Burdwan (35.022). El zamindari del maharaja de Burdwan quedava dins la divisió.
El districte de Bardwan tenia el 1901 una superfície de 6964 km² i capital a Burdwan (Bardhaman). Els rius principals eren el Damodar, Dhalkisor o Dwarkeswar, Khari, Banka i Ajay, totsd afluents del Bhagirathi o Hooghly. La població era:
- 1.486.400 el 1872
- 1.394.220 el 1881
- 1.391.880 el 1891
- 1.532.475 el 1901

Estava format per quatre subdivisions:
- Burdwan
- Asansol
- Katwa
- Kalna

La subdivisió de Burdwan tenia una superfície de 3.284 km² i població de 659.412 (1901, el 1891 eren 619.868). La capital era Burdwan amb 35.022 habitants, i hi havia 1688 pobles.
La família de maharajàs de Burdwan va restar com a zamindaris de l'anomenat Burdwan Raj i foren reconeguts com els primers nobles de Bengala. La situació financera va millorar quan la Companyia va fer algunes reformes. Sota el raja Mahtab Chand (1832-1879) el seu bon govern va permetre la recuperació. Fou lleial als britànics durant la revolta dels santals (1855-1856) i després dels sipais (1857-1858). El 1858 es va establir el domini de la corona britànica a l'Índia i el 1868 se li va concedir escut i el 1877 la salutació personal de 13 canonades; el 1864 fou el primer bengali nomenat pel consell legislatiu del governador general a Bengala. Va morir el 1879 i el va succeir el seu fill adoptiu Aftab Chand Mahtab Chand que va arribar a la majoria el 1881. El seu successor Bijai Chand (1887-1941) va salvar la vida a Sir Andrew Fraser, governador de Bengala, quan fou víctima d'un intent d'assassinat el 7 de novembre de 1908. La població del districte, dins del qual hi havia el 1872 era d'1.483.850 habitants i el districte tenia una superfície de 6085 km² però abans eren 9125 km². El 1881 tenia 6985 km² i 1.391.823 habitants.
Sota l'Índia independent la família de Burdwan va restar al front del zamindari fins a la seva abolició el 1956.